# Værlinger
Værlinger (latin: Emberizidae) er en familie af spurvefugle. De er frøædende og har næb, der minder meget om finkernes. Værlinger er udbredt i alle verdensdele bortset fra Oceanien og Antarktis. Af de omkring 29 slægter i familien findes kun Emberiza repræsenteret i Danmark, da slægterne Calcarius og Plectrophenax med arterne lapværling og snespurv nu regnes til familien sporeværlinger. 
Værlingerne stammer sandsynligvis fra Sydamerika, hvorfra de udbredte sig til Nordamerika, inden de krydsede over til det østlige Asien. Herfra fortsatte de med at udbrede sig vestpå, hvilket forklarer den noget mindre udbredelse i Europa og Afrika i forhold til Amerika.
Som det gælder for flere andre spurvefugle, sker der for tiden en del rokeringer af arter mellem familierne. Mange slægter i Syd- og Mellemamerika er egentlig tættere beslægtet med tangarer, og mindst en tangarslægt (Chlorospingus) tilhører muligvis værlingerne.

## Beskrivelse
Værlinger er små fugle, typisk omkring 15 cm lange, har næb, der meget ligner finkernes, og har ni synlige håndsvingfjer. Den største art i familien er brun buskspurv på omkring 24 cm, mens den lidt kortere rustkronet buskspurv med 54 gram vejer mest. Man finder værlingerne i en mængde forskellige landskabsformer som skovområder, buskadser, sumpområder og græsbevoksede strækninger. Arterne uden for Amerika har en brunlig, stribet fjerdragt, mens de i Amerika kan være noget mere farverige. Mange af arterne har meget tydelige hovedtegninger. 

## Levevis
Føden består for størsteden af frø, som kan suppleres af insekter, især som føde til ungerne. Deres levevis ligner finkernes en hel del. Langt størstedelen af arterne bygger skålformede reder af græs og andre planter. Værlingerne er monogame.

## Klassifikation
Familie: Emberizidae
- Slægt: Melophus
  - Topværling, Melphus lathami
- Slægt: Latoucheornis
  - Blåværling, Latoucheornis siemsseni
- Slægt: Emberiza (Værlinger)
  - Bomlærke, Emberiza calandra
  - Gulspurv, Emberiza citrinella
  - Hvidkindet værling, Emberiza leucocephalos
  - Klippeværling, Emberiza cia
  - Bjergværling, Emberiza godlewskii
  - Engværling, Emberiza cioides
  - Sortstrubet værling, Emberiza stewarti
  - Brunbuget værling, Emberiza jankowskii
  - Bjerghortulan, Emberiza buchanani
  - Gulgrå værling, Emberiza cineracea
  - Hortulan, Emberiza hortulana
  - Rustværling, Emberiza caesia
  - Gærdeværling, Emberiza cirlus
  - Stribet værling, Emberiza striolata
  - Sandværling, Emberiza impetuani
  - Afrikansk klippeværling, Emberiza tahapisi
  - Socotraværling, Emberiza socotrana
  - Kapværling, Emberiza capensis
  - Malawiværling, Emberiza vincenti
  - Tristramværling, Emberiza tristrami
  - Brunøret værling, Emberiza fucata
  - Dværgværling, Emberiza pusilla
  - Gulbrynet værling, Emberiza chrysophrys
  - Pileværling, Emberiza rustica
  - Gulstrubet værling, Emberiza elegans
  - Gulbrystet værling, Emberiza aureola
  - Somaliværling, Emberiza poliopleura
  - Gulbuget værling, Emberiza flaviventris
  - Brungumpet værling, Emberiza affinis
  - Sortkindet værling, Emberiza cabanisi
  - Rødværling, Emberiza rutila
  - Tibetværling, Emberiza koslowi
  - Hætteværling, Emberiza melanocephala
  - Brunhovedet værling, Emberiza bruniceps
  - Japansk værling, Emberiza sulphurata
  - Gråhovedet værling, Emberiza spodocephala
  - Gråværling, Emberiza variabilis
  - Sibirisk rørspurv, Emberiza pallasi
  - Japansk rørspurv, Emberiza yessoensis
  - Rørspurv, Emberiza schoeniclus
- Slægt: Calamospiza
  - Lærkeværling, Calamospiza melanocorys
- Slægt: Passerella
  - Rævespurv, Passerella iliaca
- Slægt: Melospiza
  - Sangspurv, Melospiza melodia
  - Stribet sangspurv, Melospiza lincolnii
  - Sumpspurv, Melospiza georgiana
- Slægt: Zonotricia
  - Morgenværling, Zonotricia capensis
  - Gråkindet værling, Zonotricia querula
  - Hvidkronet spurv, Zonotricia leucophrys
  - Hvidstrubet spurv, Zonotricia albicollis
  - Gulisset værling, Zonotricia atricapilla
- Slægt: Junco
  - Gråbrystet junco, Junco vulcani
  - Mørkøjet junco, Junco hyemalis
  - Guadeloupe-junco, Junco insularis
  - Guløjet junco, Junco phaeonotus
- Slægt: Passerculus
  - Savannahspurv, Passerculus sandwichensis
  - Tyknæbsspurv, Passerculus rostratus
- Slægt: Ammodramus
  - Kystspurv, Ammodramus maritimus
  - Spidshalet spurv, Ammodramus nelsoni
  - Ruststrubet spurv, Ammodramus caudacutus
  - Præriespurv, Ammodramus leconteii
  - Lysøret spurv, Ammodramus bairdii
  - Rødvingespurv, Ammodramus henslowii
  - Græshoppespurv, Ammodramus savannarum
- Slægt: Xenospiza
  - Sierra Madre-spurv, Xenospiza baileyi
- Slægt: Myospixa
  - Græsspurv, Myospixa humeralis
  - Gulbrynet spurv, Myospixa aurifrons
- Slægt: Spizella
  - Amerikansk træspurv, Spizella arborea
  - Rustkronet træspurv, Spizella passerina
  - Markspurv, Spizella pusilla
  - Gråkindet træspurv, Spizella wortheni
  - Sortstrubet træspurv, Spizella atrogularis
  - Hvidbrynet træspurv, Spizella pallida
  - Gråbrystet træspurv, Spizella breweri
  - Yukontræspurv, Spizella taverneri
- Slægt: Pooecetes
  - Aftenspurv, Pooecetes gramineus
- Slægt: Chondestes
  - Lærkespurv, Chondestes grammacus
- Slægt: Amphispiza
  - Sortstrubet spurv, Amphispiza bilineata
  - Sortskægget spurv, Amphispiza belli
- Slægt: Aimophila
  - Brunrygget spurv, Aimophila ruficauda
  - Sortkravet spurv, Aimophila humeralis
  - Kaktusspurv, Aimophila mystacalis
  - Brunhalet spurv, Aimophila sumichrasti
  - Tumbesspurv, Aimophila stolzmanni
  - Stribet spurv, Aimophila strigiceps
  - Brunvinget spurv, Aimophila carpalis
  - Skælrygget spurv, Aimophila cassinii
  - Amerikansk spurv, Aimophila aestivalis
  - Costa Rica-spurv, Aimophila botterii
  - Rustkronet spurv, Aimophila ruficeps
  - Rustisset spurv, Aimophila rufescens
  - Oaxacaspurv, Aimophila notosticta
  - Femstribet spurv, Aimophila quinquestriata
- Slægt: Torreornis
  - Cubaspurv, Torreornis inexpectata
- Slægt: Oriturus
  - Sortkindet spurv, Oriturus superciliosus
- Slægt: Porphyrospiza
  - Gulnæbbet finke, Porphyrospiza caerulescens
- Slægt: Pipilo
  - Grønrygget buskspurv, Pipilo chlorurus
  - Rustnakket buskspurv, Pipilo ocai
  - Plettet buskspurv, Pipilo maculatus
  - Rødsidet buskspurv, Pipilo erythrophthalmus
  - Hvidstrubet buskspurv, Pipilo albicollis
  - Rustkronet buskspurv, Pipilo fuscus
  - Californisk buskspurv, Pipilo crissalis
  - Brun buskspurv, Pipilo aberti
- Slægt: Melozone
  - Rustnakket jordspurv, Melozone kieneri
  - Brillejordspurv, Melozone biarcuata
  - Costa Rica-jordspurv, Melozone cabanisi
  - Hvidkindet jordspurv, Melozone leucotis
- Slægt: Arremonops
  - Olivenspurv, Arremonops rufivirgatus
  - Tocuyo-olivenspurv, Arremonops tocuyensis
  - Grønrygget olivenspurv, Arremonops chloronotus
  - Sortstribet olivenspurv, Arremonops conirostris
- Slægt: Arremon
  - Farvespurv, Arremon taciturnus
  - Brasiliansk farvespurv, Arremon semitorquatus
  - São Francisco-farvespurv, Arremon franciscanus
  - Gulnæbbet farvespurv, Arremon flavirostris
  - Orangenæbbet farvespurv, Arremon aurantiirostris
  - Gulvinget farvespurv, Arremon schlegeli
  - Sortkappet farvespurv, Arremon abeillei
- Slægt: Buarremon
  - Brunkappet kratfinke, Buarremon brunneinucha
  - Grønstribet kratfinke, Buarremon virenticeps
  - Hvidbrystet kratfinke, Buarremon torquatus
  - Sorthovedet kratfinke, Buarremon atricapillus
- Slægt: Pezopetes
  - Langtået finke, Pezopetes capitalis
- Slægt: Lysurus
  - Tyknæbsfinke, Lysurus crassirostris
  - Olivenfinke, Lysurus castaneiceps
- Slægt: Atlapetes
  - Rustkappet kratfinke, Altapetes pileatus
  - Skægkratfinke, Altapetes albofrenatus
  - Brunhovedet kratfinke, Altapetes semirufus
  - Tepuíkratfinke, Altapetes personatus
  - Hvidnakket kratfinke, Altapetes albinucha
  - Gulstrubet kratfinke, Altapetes gutturalis
  - Santa Marta-kratfinke, Altapetes melanocephalus
  - Grånakket kratfinke, Altapetes pallidinucha
  - Olivenhovedet kratfinke, Altapetes flaviceps
  - Sortrygget kratfinke, Altapetes fuscoolivaceus
  - Chocókratfinke, Altapetes crassus
  - Trefarvet kratfinke, Altapetes tricolor
  - Hvidøret kratfinke, Altapetes leucopis
  - Tumbeskratfinke, Altapetes latinuchus
  - Brunøret kratfinke, Altapetes rufigenis
  - Brillekratfinke, Altapetes forbesi
  - Maskekratfinke, Altapetes melanops
  - Sortøret kratfinke, Altapetes schistaceus
  - Hvidvinget kratfinke, Altapetes leucopterus
  - Perukratfinke, Altapetes paynteri
  - Hvidhovedet kratfinke, Altapetes albiceps
  - Lyshovedet kratfinke, Altapetes pallidiceps
  - Gråkronet kratfinke, Altapetes seebohmi
  - Rustbuget kratfinke, Altapetes nationi
  - Grå kratfinke, Altapetes canigenis
  - Vilcabamba kratfinke, Altapetes terborghi
  - Sortstrubet kratfinke, Altapetes melanolaemus
  - Brunkronet kratfinke, Altapetes rufinucha
  - Gulbrystet kratfinke, Altapetes fulviceps
  - Gulmasket kratfinke, Altapetes citrinellus
- Slægt: Pselliophorus
  - Gullåret finke, Pselliphorus tibialis
  - Gulgrøn finke, Pselliphorus luteoviridis
- Slægt: Gubernatrix
  - Grøn kardinal, Gubernatrix cristata
- Slægt: Paroaria
  - Grå kardinal, Paroaria coronata
  - Dominikanerkardinal, Paroaria dominicana
  - Brunstrubet kardinal, Paroaria gularis
  - Maskekardinal, Paroaria baeri
  - Sortstrubet kardinal, Paroaria capitata